# Nekrolog 1810
Nekrolog
◄◄
| ◄
| 1806
| 1807
| 1808
| 1809
| 1810 | 1811 | 1812 | 1813 | 1814 | ► | ►►
Weitere Ereignisse | Allgemeiner Nekrolog 1810
Die Beschreibung der verstorbenen Person sollte so kurz wie möglich gehalten sein und nur deren signifikante Tätigkeit(en) enthalten.
Neue Namen ggf. auch unter dem Geburts- und Sterbedatum, also etwa unter 1. Januar und im Geburts- und Sterbejahr (2024) eintragen (nur bei entsprechender großer Wichtigkeit). Für Beispiele siehe die schon vorhandenen Artikel.
Außerdem über die fünf zuletzt Verstorbenen, zu denen es einen ausreichend guten Artikel für eine Präsentation auf der Hauptseite gibt, nach der todesbedingten Überarbeitung der Artikel ggf. auch unter Wikipedia Diskussion:Hauptseite informieren und sie am besten auch in den anderen Wikipedia-Sprachversionen eintragen. Tipp: Regelmäßig bei news.google.de nach „ist tot“, „gestorben“ oder „verstorben“ suchen.
Wenn eine Person gestorben ist, gibt es viele Seiten zu dieser Person in der Wikipedia, die davon auch betroffen sind und entsprechend aktualisiert werden müssen. Beispiele: Namenübersichtsseite, Geburtsjahr, Geburtsort-Seiten und viele mehr.
Wie finde ich die betroffenen Seiten?
Im Suchfeld auf der linken Seite gibt man den Suchbegriff so ein: „Vorname Nachname“. Dann klickt man auf Volltext und alle Seiten mit entsprechendem Suchtext werden aufgerufen. Hier sieht man dann schnell, wo auch das Todesjahr Sinn macht oder sogar ein Teil des Artikels angepasst werden muss. Auch hilft das „Werkzeug“ auf der linken Seite sehr gut, um solche Seiten aufzufinden: „Links auf diese Seite“. Somit ist die Wikipedia wieder aktuell in allen Bereichen! Hinweis: bei Eintragung der Kategorie „Gestorben JAHR“ wird der Missbrauchsfilter 49 ausgelöst, was jedoch nicht schlimm ist. Siehe: Spezial:Missbrauchsfilter/49
Dies ist eine Liste von im Jahr 1810 verstorbenen bekannten Persönlichkeiten. Die Einträge erfolgen innerhalb der einzelnen Daten alphabetisch sortiert. Tiere sind im Nekrolog für Tiere zu finden.

## Januar
| Tag        | Name                                                     | Beruf, bekannt als                                                                                             | Alter | Beleg |
| ---------- | -------------------------------------------------------- | --- | ----- | ----- |
| 1. Januar  | Tedbury                                                  | Aborigine und Kämpfer gegen die britischen Kolonisation                                                        |       |       |
| 4. Januar  | Josef Achammer                                           | Freiheitskämpfer und Schützenhauptmann von Sillian                                                             | 47    |       |
| 4. Januar  | Clemens August von Merle                                 | Weihbischof in Köln                                                                                            | 77    |       |
| 7. Januar  | Josef Lipavský                                           | tschechischer Komponist                                                                                        | 37    |       |
| 7. Januar  | Johann Otto Thieß                                        | deutscher lutherischer Theologe                                                                                | 47    |       |
| 9. Januar  | Abraham Kalisker                                         | Führer der Chassidim in Litauen und Tiberias                                                                   |       |       |
| 13. Januar | Johann Joseph von Baader                                 | kaiserlicher Generalfeldmarschall                                                                              |       |       |
| 13. Januar | Antonio Manno                                            | sizilianischer Maler und Freskomaler                                                                           |       |       |
| 14. Januar | Johannes Nieuwenhuis                                     | niederländischer altkatholischer Bischof                                                                       |       |       |
| 15. Januar | Carl Ernst von Hagen                                     | Landrat von Halberstadt, Offizier                                                                              | 60    |       |
| 16. Januar | Jekaterina Romanowna Woronzowa-Daschkowa                 | Vertraute der russischen Kaiserin Katharina der Großen und Leiterin der Russischen Akademie der Wissenschaften | 66    |       |
| 17. Januar | James Gordon                                             | US-amerikanischer Offizier und Politiker                                                                       | 70    |       |
| 19. Januar | Abraham Ten Broeck                                       | US-amerikanischer Geschäftsmann, Offizier in der Miliz und Politiker                                           | 75    |       |
| 22. Januar | Mariano Álvarez de Castro                                | spanischer General im Befreiungskrieg gegen Napoleon                                                           | 60    |       |
| 22. Januar | Johann Heinrich Keerl                                    | deutscher Jurist und Schriftsteller                                                                            | 50    |       |
| 23. Januar | Jürgen Hinrichsen Angel                                  | deutscher Orgelbauer                                                                                           |       |       |
| 23. Januar | Friedrich Leonhard Conrad von Tschirschky und Bögendorff | preußischer Justizrat, Landrat und Landschaftsdirektor                                                         | 49    |       |
| 23. Januar | John Hoppner                                             | englischer Maler deutscher Abstammung                                                                          | 51    |       |
| 23. Januar | Francesco Piranesi                                       | italienischer Kupferstecher und Architekt                                                                      |       |       |
| 23. Januar | Johann Wilhelm Ritter                                    | deutscher Physiker, Naturforscher und Philosoph                                                                | 33    |       |
| 26. Januar | Franz Xaver Schwarz                                      | österreichischer Orgelbauer                                                                                    |       |       |
| 27. Januar | Scipione de’ Ricci                                       | italienischer katholischer Geistlicher, Bischof von Pistoia (1780–1791)                                        |       |       |
| 28. Januar | George Samuel Wilhelm von Gersdorff                      | preußischer Leutnant, Landrat, Landesdirektor und Direktor der neumärkischen Ritterschaft                      | 65    |       |

## Februar
| Tag         | Name                        | Beruf, bekannt als                                                        | Alter | Beleg |
| ----------- | --------------------------- | ------------------------------------------------------------------------- | ----- | ----- |
| 4. Februar  | Franz Jelačić von Bužim     | Feldmarschall-Leutnant und Ritter des Maria Theresien-Ordens              |       |       |
| 7. Februar  | Marcin Odlanicki Poczobutt  | polnisch-litauischer Astronom, Jesuit und Mathematiker                    | 81    |       |
| 9. Februar  | Richard Chandler            | britischer Archäologe                                                     |       |       |
| 10. Februar | Karl Friedrich am Ende      | österreichischer Feldmarschallleutnant                                    | 53    |       |
| 14. Februar | Jean-Baptiste Luton Durival | französischer Enzyklopädist und Historiker                                | 84    |       |
| 15. Februar | Johann Michael Götz         | deutscher Notenstecher und Musikverleger                                  |       |       |
| 15. Februar | Gerold Meyer                | Schweizer Benediktinermönch, Fürstabt des Klosters Muri                   | 80    |       |
| 15. Februar | Anton Wallner               | Gastwirt und Freiheitskämpfer                                             |       |       |
| 17. Februar | Johann Georg Berger         | österreichischer Tuchhändler und Textilfabrikant                          | 70    |       |
| 19. Februar | Jeremiah Van Rensselaer     | US-amerikanischer Politiker                                               | 71    |       |
| 19. Februar | Charles Victor Woirgard     | französischer Brigadegeneral der Kavallerie                               | 45    |       |
| 20. Februar | Andreas Hofer               | Tiroler Freiheitskämpfer                                                  | 42    |       |
| 20. Februar | Peter Mayr                  | Tiroler Freiheitskämpfer                                                  | 42    |       |
| 22. Februar | Charles Brockden Brown      | US-amerikanischer Schriftsteller                                          | 39    |       |
| 24. Februar | Bernardino Castelli         | italienischer Maler                                                       | 59    |       |
| 24. Februar | Henry Cavendish             | britischer Naturwissenschaftler (Naturforscher)                           | 78    |       |
| 24. Februar | Ogata Shunsaku              | japanischer Mediziner, Pionier der Variolation im frühneuzeitlichen Japan | 61    |       |
| 27. Februar | Joseph Karl von Lilien      | kaiserlicher General der Kavallerie sowie k.k. Kämmerer und Geheimer Rat  | 66    |       |
| 28. Februar | Jacques-André Naigeon       | französischer Autor, Aufklärer und Publizist                              | 71    |       |
| Februar     | Tomás Antônio Gonzaga       | brasilianischer Lyriker portugiesischer Abstammung                        | 65    |       |

## März
| Tag      | Name                                           | Beruf, bekannt als                                                                                      | Alter | Beleg |
| -------- | ---------------------------------------------- | --- | ----- | ----- |
| 1. März  | Jean-Jacques de Boissieu                       | französischer Maler, Zeichner und Kupferstecher                                                         | 73    |       |
| 2. März  | Andrea Savaresi                                | italienischer Arzt und Naturforscher                                                                    | 48    |       |
| 5. März  | Jonathan Jackson                               | US-amerikanischer Politiker                                                                             | 66    |       |
| 5. März  | Heinrich Mühlbauer                             | deutscher Benediktiner und Abt                                                                          |       |       |
| 6. März  | William Washington                             | US-amerikanischer Kavallerieoffizier im Unabhängigkeitskrieg                                            | 58    |       |
| 7. März  | Cuthbert Collingwood, 1. Baron Collingwood     | britischer Vizeadmiral                                                                                  | 59    |       |
| 9. März  | Joseph Bullinger                               | deutscher Theologe                                                                                      | 66    |       |
| 9. März  | Ozias Humphry                                  | englischer Maler                                                                                        | 67    |       |
| 9. März  | Friedrich Wilhelm Kohler                       | deutscher evangelischer Pfarrer und Schriftsteller                                                      | 55    |       |
| 10. März | Auguste Dorothea von Braunschweig-Wolfenbüttel | Äbtissin des Kaiserlich freie weltliche Reichsstift von Gandersheim                                     | 60    |       |
| 10. März | Samuel Tiefensee                               | deutscher Philologe, Schriftsteller und Schulmann                                                       | 87    |       |
| 11. März | Josiah Parker                                  | US-amerikanischer Politiker                                                                             | 58    |       |
| 12. März | Jean-François Moulin                           | französischer General und Politiker                                                                     | 57    |       |
| 14. März | Heinrich von Meysenbug                         | Landrat in Kurhessen, Mitglied der Reichsstände im Königreich Westphalen                                | 67    |       |
| 14. März | Ludwig Timotheus Spittler                      | deutscher Historiker für Kirchengeschichte, Politische Geschichte                                       | 57    |       |
| 18. März | Leopold von Fichtel                            | österreichischer Paläontologe                                                                           |       |       |
| 18. März | Ernst Ferdinand Klein                          | deutscher Jurist, Mitautor des preußischen allgemeinen Landrechts und Vertreter der Berliner Aufklärung | 65    |       |
| 19. März | Louis Masreliez                                | schwedischer Maler                                                                                      |       |       |
| 24. März | David Collins                                  | erster Vizegouverneur von Tasmanien                                                                     | 56    |       |
| 24. März | Julien Dubuque                                 | nordamerikanischer Siedler                                                                              | 48    |       |
| 24. März | Johann Friedrich von Koenen                    | preußischer General-Auditeur und Kammergerichtspräsident                                                | 42    |       |
| 24. März | Mary Tighe                                     | irische Schriftstellerin                                                                                | 37    |       |
| 29. März | John Garth                                     | englischer Komponist                                                                                    |       |       |
| 31. März | Luigi Lanzi                                    | italienischer Historiker                                                                                | 77    |       |
| 31. März | Friedrich Ludwig Arnold Taberger               | deutscher Zinngießer-Meister und Unternehmer                                                            |       |       |

## April
| Tag       | Name                                           | Beruf, bekannt als                                                                              | Alter | Beleg |
| --------- | ---------------------------------------------- | ----------------------------------------------------------------------------------------------- | ----- | ----- |
| 1. April  | Jean-Baptiste Bastide                          | französischer Jurist und Sprachforscher                                                         | 64    |       |
| 3. April  | Semjon Sergejewitsch Bobrow                    | russischer Dichter und Beamter                                                                  |       |       |
| 3. April  | Johann Wilhelm Gottfried von Lommessem         | deutscher Maire von Aachen und Erster Präsident der Gewerblichen Ratskammer                     | 66    |       |
| 8. April  | Joseph Anton Felix von Balthasar               | Schweizer Politiker                                                                             | 73    |       |
| 8. April  | Venanzio Rauzzini                              | italienischer Sopran-Kastrat, Pianist und Komponist                                             | 63    |       |
| 9. April  | Gottlieb Ludwig von Beville                    | preußischer Offizier, zuletzt General der Infanterie sowie Gouverneur des Fürstentums Neuenburg | 75    |       |
| 9. April  | Alessandro Malaspina di Mulazzo                | italienischer Adliger und Seefahrer in spanischen Diensten                                      | 55    |       |
| 11. April | Albrecht Friedrich Carl zu Castell-Castell     | deutscher Landesherr, später Standesherr                                                        | 43    |       |
| 11. April | Thomas Hornsby                                 | britischer Astronom                                                                             |       |       |
| 11. April | Joseph Lauber                                  | österreichischer katholischer Theologe und Bibelübersetzer                                      |       |       |
| 13. April | Maria Elisabeth Vogel                          | deutsche Malerin                                                                                | 63    |       |
| 14. April | Johann Philipp Plessing                        | deutscher Kaufmann und Bürgermeister von Lübeck                                                 |       |       |
| 21. April | Philipp Franz Wilderich Nepomuk von Walderdorf | deutscher römisch-katholischer Fürstbischof                                                     | 71    |       |
| 25. April | Jacob Broom                                    | amerikanischer Politiker                                                                        | 57    |       |
| 26. April | John Metcalf                                   | britischer Bauingenieur                                                                         | 92    |       |
| 28. April | Franz Kaspar Lieblein                          | deutscher Botaniker                                                                             | 65    |       |
| 29. April | Giorgio Maria Albertini                        | italienischer Theologe                                                                          | 78    |       |
| 29. April | Margarete Luise Schick                         | deutsche Sopranistin                                                                            | 37    |       |

## Mai
| Tag     | Name                                                             | Beruf, bekannt als                                                                      | Alter | Beleg |
| ------- | ---------------------------------------------------------------- | --------------------------------------------------------------------------------------- | ----- | ----- |
| 1. Mai  | Christoph Meiners                                                | deutscher Philosoph                                                                     | 62    |       |
| 1. Mai  | Karl August von Schauroth                                        | österreichischer Reitergeneral                                                          | 54    |       |
| 2. Mai  | Jean-Louis Baudelocque                                           | französischer Arzt und Geburtshelfer                                                    | 64    |       |
| 3. Mai  | Jacques Grasset de Saint-Sauveur                                 | französischer Diplomat, Literat, Zeichner und Publizist                                 | 53    |       |
| 4. Mai  | Carl Wilhelm von Hülsen                                          | preußischer Capitain und Landrat                                                        | 76    |       |
| 4. Mai  | Joseph O’Donnell von Tyrconell                                   | österreichischer Staatsmann                                                             |       |       |
| 4. Mai  | Ulrich Schiegg                                                   | deutscher Benediktinerpater, Luftfahrtpionier, Mathematiker, Astronom und Landvermesser | 58    |       |
| 9. Mai  | Helene Amalie Krupp                                              | deutsche Unternehmerin, Begründerin der Krupp-Dynastie                                  | 77    |       |
| 9. Mai  | Benjamin Lincoln                                                 | amerikanischer General im Amerikanischen Unabhängigkeitskrieg                           | 77    |       |
| 13. Mai | Ernst Brandes                                                    | deutscher Jurist                                                                        | 51    |       |
| 13. Mai | Casimir Wilhelm von Scholten                                     | dänischer Generalmajor und Gouverneur                                                   | 57    |       |
| 17. Mai | Robert Tannahill                                                 | schottischer Schriftsteller und Poet                                                    | 35    |       |
| 19. Mai | Otto von Raven                                                   | preußischer Offizier                                                                    | 32    |       |
| 20. Mai | Dietrich Ludwig Gustav Karsten                                   | deutscher Mineraloge                                                                    | 42    |       |
| 20. Mai | Anna Katharina Schönkopf                                         | Geliebte von Goethe                                                                     | 63    |       |
| 21. Mai | Charles-Geneviève-Louis-Auguste-André-Timothée d’Éon de Beaumont | französischer Diplomat, Soldat, Schriftsteller, Degenfechter und Transvestit            | 81    |       |
| 21. Mai | Maria Schmidt                                                    | niederländische Schauspielerin                                                          |       |       |
| 23. Mai | Johann Ludwig von Seibert                                        | preußischer Generalleutnant, Generalinspekteur der Werbung im Reich                     |       |       |
| 24. Mai | Christoph Gottlob Heinrich                                       | deutscher Historiker                                                                    | 61    |       |
| 25. Mai | Johann Damascen von Kleimayrn                                    | Benediktinerpater und Hochschullehrer                                                   | 74    |       |
| 27. Mai | Gottlieb Schlegel                                                | evangelischer Theologe und Generalsuperintendent für Vorpommern                         | 71    |       |
| 28. Mai | Christian August von Schleswig-Holstein-Sonderburg-Augustenburg  | dritter Sohn Herzogs Friedrich Christian                                                | 41    |       |
| 29. Mai | François-Urbain Domergue                                         | französischer Grammatiker und Journalist                                                | 65    |       |
| 29. Mai | Aemilian Rosengart                                               | schwäbischer Theologe, Philosoph, Komponist und Musiker                                 | 53    |       |
| 31. Mai | William Martin                                                   | britischer Naturforscher und Paläontologe                                               |       |       |
| 31. Mai | Joseph Franz Ratschky                                            | österreichischer Schriftsteller                                                         | 52    |       |
| 31. Mai | Heinrich Sautier                                                 | deutscher Jesuit und Stifter                                                            | 64    |       |
| 31. Mai | Ernst Christoph Schultz                                          | deutscher Jurist und Naturwissenschaftler                                               |       |       |

## Juni
| Tag      | Name                           | Beruf, bekannt als                                                                                     | Alter | Beleg |
| -------- | ------------------------------ | --- | ----- | ----- |
| 1. Juni  | Johann Paul Wessely            | tschechischer Komponist                                                                                | 47    |       |
| 4. Juni  | William Windham                | britischer Politiker                                                                                   | 60    |       |
| 11. Juni | Emmanouil Papadopoulos         | griechischer Offizier in Diensten des Russischen Kaiserreichs                                          |       |       |
| 13. Juni | Johann Gottfried Seume         | deutscher Schriftsteller und Dichter                                                                   | 47    |       |
| 14. Juni | Silvester Bubanović            | kroatischer Geistlicher, Bischof von Križevci                                                          | 55    |       |
| 15. Juni | Anselm Aldenhoven              | Priester und Abt                                                                                       | 77    |       |
| 15. Juni | Ferdinand Kringsteiner         | österreichischer Beamter und Schriftsteller                                                            | 34    |       |
| 15. Juni | Friedrich August Wilhelm Wenck | deutscher Historiker                                                                                   | 68    |       |
| 18. Juni | Franz Anton Bagnato            | deutscher Baumeister des Barockzeitalters                                                              | 79    |       |
| 19. Juni | Richard Luke Concanen          | römisch-katholischer Bischof von New York                                                              | 62    |       |
| 20. Juni | Hans Axel von Fersen           | schwedischer Staatsmann                                                                                | 54    |       |
| 21. Juni | Giovanni Battista Caprara      | italienischer Kardinal                                                                                 | 77    |       |
| 21. Juni | William Paterson               | Gouverneur in Tasmanien und von New South Wales in Australien                                          | 54    |       |
| 26. Juni | Louis d’Affry                  | Landammann der Schweiz, Feldmarschall in französischen Diensten, Schultheiss von Freiburg im Üechtland | 67    |       |
| 26. Juni | Joseph Michel Montgolfier      | Erfinder des Heißluftballons, der Montgolfière                                                         | 69    |       |

## Juli
| Tag      | Name                              | Beruf, bekannt als                                                                                         | Alter | Beleg |
| -------- | --------------------------------- | --- | ----- | ----- |
| 14. Juli | Karl Ludwig Kaaz                  | deutscher Maler                                                                                            | 37    |       |
| 15. Juli | Jean-Baptiste Rey                 | französischer Komponist und Operndirektor                                                                  | 75    |       |
| 17. Juli | Luis Ignatius Peñalver y Cárdenas | kubanischer katholischer Geistlicher, erster Bischof von New Orleans, Erzbischof von Santiago de Guatemala | 61    |       |
| 18. Juli | Carl-Wilhelm von Spee             | kurkölnischer Geheimrat, pfalz-bayerischer Kammerherr, Schlossherr                                         | 52    |       |
| 19. Juli | Luise von Mecklenburg-Strelitz    | preußische Königin                                                                                         | 34    |       |
| 27. Juli | Eugen Johann Christoph Esper      | deutscher Entomologe, Botaniker, Pathologe und Mineraloge                                                  | 68    |       |
| 27. Juli | Philipp von Hertling              | deutscher Jurist                                                                                           | 53    |       |
| 30. Juli | Johann Andreas Sixt               | deutscher evangelischer Theologe und Philologe                                                             | 67    |       |

## August
| Tag        | Name                                         | Beruf, bekannt als                                                            | Alter | Beleg |
| ---------- | -------------------------------------------- | ----------------------------------------------------------------------------- | ----- | ----- |
| 2. August  | Charlotte Sophie von Sachsen-Coburg-Saalfeld | Erbprinzessin zu Mecklenburg                                                  | 78    |       |
| 8. August  | John Broome                                  | US-amerikanischer Politiker                                                   |       |       |
| 8. August  | Wilhelm                                      | Landgraf von Hessen-Philippsthal                                              | 83    |       |
| 11. August | Johann Carl Friedrich Triest                 | deutscher evangelisch-lutherischer Geistlicher und Musikschriftsteller        | 46    |       |
| 13. August | Jacques-François Menou                       | französischer General                                                         | 59    |       |
| 15. August | August Wilhelm von Pletz                     | preußischer Generalmajor, Chef des Husarenregiment Nr. 3                      |       |       |
| 17. August | Ludwig Benedict von Gemmingen                | Hofmarschall zu Hildesheim und Garderittmeister.                              |       |       |
| 17. August | Dominika von Gillern                         | Fürstäbtissin von Trebnitz                                                    |       |       |
| 19. August | Jérôme Champion de Cicé                      | französischer römisch-katholischer Erzbischof und Politiker                   | 74    |       |
| 19. August | Wilhelm Eisenlohr                            | badischer Beamter                                                             | 49    |       |
| 23. August | Leven Powell                                 | US-amerikanischer Politiker                                                   |       |       |
| 26. August | Leonard Gansevoort                           | US-amerikanischer Rechtsanwalt, Offizier, Richter und Politiker               | 59    |       |
| 26. August | Santiago de Liniers                          | französischer Offizier und Vizekönig des Vizekönigreiches des Rio de la Plata | 57    |       |
| 28. August | Filippo Carandini                            | Kardinal der katholischen Kirche                                              | 80    |       |
| 30. August | Philipp von Cobenzl                          | österreichischer Staatsmann                                                   | 69    |       |
| 30. August | Benedikt Adam Liebert                        | deutscher Kaufmann und Bankier                                                | 79    |       |
| 31. August | Melchior Ludolf Herold                       | deutscher Kirchenliedkomponist und Priester                                   | 56    |       |
| August     | Bernhard Adler                               | böhmischer Arzt und Begründer des Badeortes Franzensbad in Westböhmen         | 56    |       |

## September
| Tag           | Name                            | Beruf, bekannt als                                      | Alter | Beleg |
| ------------- | ------------------------------- | ------------------------------------------------------- | ----- | ----- |
| 1. September  | Jonathan Briant                 | Herrnhuter                                              | 84    |       |
| 10. September | Johann Baptist Hagenauer        | Salzburger Bildhauer                                    | 78    |       |
| 12. September | James Cox                       | US-amerikanischer Politiker                             | 57    |       |
| 13. September | William Cushing                 | US-amerikanischer Jurist                                | 78    |       |
| 14. September | Wilhelm Florentin von Salm-Salm | Bischof von Tournai und Erzbischof von Prag             | 65    |       |
| 16. September | Franz von Fürstenberg           | münsterischer Staatsmann und Theologe                   | 81    |       |
| 16. September | Joseph Weidmann                 | österreichischer Autor, Dramatiker und Regisseur        | 68    |       |
| 19. September | Gabriel de Avilés               | spanischer Offizier und Kolonialverwalter in Südamerika |       |       |
| 20. September | Heinrich Christoph Steinhart    | deutscher Pastor und Autor                              | 47    |       |
| 21. September | Ferdinand Goswin von Boeselager | Domherr in Münster und Osnabrück                        | 64    |       |
| 23. September | Johann Georg Schwanthaler       | österreichischer Holzschnitzer                          | 70    |       |
| 28. September | John Archer                     | US-amerikanischer Politiker                             | 69    |       |

## Oktober
| Tag         | Name                                         | Beruf, bekannt als                                                   | Alter | Beleg |
| ----------- | -------------------------------------------- | -------------------------------------------------------------------- | ----- | ----- |
| 2. Oktober  | Manoel Arruda da Cámara                      | portugiesisch-brasilianischer Botaniker                              |       |       |
| 4. Oktober  | Nicolas-Toussaint des Essarts                | französischer Rechtsanwalt, Schriftsteller, Buchhändler und Verleger | 65    |       |
| 4. Oktober  | Johann Anton Knecht                          | Sekretär Josef II.                                                   | 68    |       |
| 6. Oktober  | Vincenzo Petagna                             | italienischer Mediziner, Botaniker, Entomologe und Arachnologe       | 76    |       |
| 7. Oktober  | Giuseppe Fossati                             | Tessiner Jurist und Übersetzer                                       | 51    |       |
| 7. Oktober  | Jean Marie Morel                             | französischer Architekt und Gartengestalter                          | 82    |       |
| 13. Oktober | John Heath                                   | US-amerikanischer Politiker                                          | 52    |       |
| 15. Oktober | Louis-Grégoire Le Hoc                        | französischer Diplomat                                               | 66    |       |
| 15. Oktober | Alfred Moore                                 | US-amerikanischer Jurist und Politiker                               | 55    |       |
| 15. Oktober | Johann Friedrich Schütze                     | deutscher Schriftsteller                                             | 52    |       |
| 16. Oktober | Rabbi Nachman                                | chassidischer Zaddik                                                 |       |       |
| 16. Oktober | Christoph Daniel Prätorius                   | deutscher Jurist und Pädagoge                                        | 77    |       |
| 19. Oktober | Jonas Dryander                               | schwedischer Botaniker                                               | 62    |       |
| 19. Oktober | Jean Georges Noverre                         | französischer Tänzer und Choreograph                                 | 83    |       |
| 21. Oktober | Franz Teyber                                 | österreichischer Komponist, Organist und Kapellmeister               | 52    |       |
| 23. Oktober | Jean-Baptiste Franceschi-Delonne             | französischer Brigadegeneral der Kavallerie                          | 43    |       |
| 23. Oktober | Pierre von der Weid                          | General der Helvetischen Republik                                    | 44    |       |
| 26. Oktober | Alexandre-Antoine Hureau, Baron de Sénarmont | französischer Général de division                                    | 41    |       |
| 28. Oktober | Edward Carrington                            | US-amerikanischer Politiker                                          | 62    |       |
| 30. Oktober | François Français                            | französischer Mathematiker                                           | 42    |       |

## November
| Tag          | Name                                             | Beruf, bekannt als                                                      | Alter | Beleg |
| ------------ | ------------------------------------------------ | ----------------------------------------------------------------------- | ----- | ----- |
| 1. November  | Henricus Aeneae                                  | holländischer Wissenschaftler                                           | 67    |       |
| 1. November  | Gottlieb Sigismund Karl Miesitschek von Wischkau | preußischer Generalmajor                                                | 65    |       |
| 2. November  | Amalia von Großbritannien, Irland und Hannover   | Mitglied der britischen Königlichen Familie aus dem Haus Hannover       | 27    |       |
| 2. November  | Hermann                                          | deutscher Fürst von Hohenzollern-Hechingen                              | 59    |       |
| 3. November  | Samuel Griffin                                   | US-amerikanischer Politiker                                             |       |       |
| 4. November  | Frederick Hasselburg                             | australischer Kapitän, Seehundjäger und Entdecker                       | ?     |       |
| 5. November  | Moritz von Willich                               | Arzt, erster Landphysikus von Rügen, Königlich schwedischer Leibarzt    |       |       |
| 9. November  | Walter Bowie                                     | US-amerikanischer Politiker                                             | 62    |       |
| 10. November | Friedrich August von Lawrence                    | deutscher Offizier und Kartograf                                        | 49    |       |
| 11. November | John Laurance                                    | US-amerikanischer Jurist und Politiker                                  |       |       |
| 11. November | Johann Zoffany                                   | britischer Maler deutscher Herkunft                                     | 77    |       |
| 13. November | Maria Josepha von Savoyen                        | durch Heirat Gräfin von Provence                                        | 57    |       |
| 17. November | Franz Ignaz Seuffert                             | deutscher Orgelbauer                                                    | 78    |       |
| 18. November | Johannes Jakobus Bouget                          | deutscher Politiker und Abgeordneter                                    | 48    |       |
| 25. November | Joseph Alvinczy von Berberek                     | österreichischer Feldmarschall                                          | 75    |       |
| 26. November | Nicolas-Étienne Framéry                          | französischer Schriftsteller und Komponist                              | 65    |       |
| 27. November | Francesco Bianchi                                | italienischer Opern-Komponist                                           |       |       |
| 27. November | Johann Nepomuk Würth                             | österreichischer Medailleur                                             | 60    |       |
| 30. November | Johann Zacharias Saltzmann                       | Königlicher Hofgärtner im Terrassenrevier des Potsdamer Parks Sanssouci | 33    |       |

## Dezember
| Tag          | Name                                    | Beruf, bekannt als                                                                             | Alter | Beleg |
| ------------ | --------------------------------------- | ---------------------------------------------------------------------------------------------- | ----- | ----- |
| 1. Dezember  | Ernst Christoph Friedrich Knorre        | deutscher Astronom                                                                             | 50    |       |
| 1. Dezember  | Jean-Baptiste Treilhard                 | Politiker während der Französischen Revolution                                                 | 68    |       |
| 2. Dezember  | Philipp Otto Runge                      | deutscher Maler der Romantik                                                                   | 33    |       |
| 2. Dezember  | Georg Ludwig Scharfenberg               | deutscher Entomologe und lutherischer Pfarrer                                                  | 63    |       |
| 2. Dezember  | Israel Smith                            | US-amerikanischer Politiker und Jurist                                                         | 51    |       |
| 5. Dezember  | Anton von Klein                         | deutscher Sprachwissenschaftler und Dichter                                                    | 64    |       |
| 6. Dezember  | Carl Friedrich Meerwein                 | deutscher Baumeister und Konstrukteur eines Flugapparats                                       | 73    |       |
| 6. Dezember  | John Francis Rigaud                     | englischer Maler                                                                               | 68    |       |
| 7. Dezember  | Johann von Neckelmann                   | Generalmajor                                                                                   | 79    |       |
| 7. Dezember  | Madeleine Touros d’Heinze               | preußischer Generalmajor und Ingenieur                                                         |       |       |
| 8. Dezember  | Kastor Baldinger                        | Schweizer Politiker                                                                            |       |       |
| 8. Dezember  | Ange-François Fariau de Saint-Ange      | französischer Lyriker und Übersetzer                                                           | 63    |       |
| 10. Dezember | Johann Christian von Schreber           | deutscher Mediziner und Naturforscher                                                          | 71    |       |
| 14. Dezember | Cyrus Griffin                           | US-amerikanischer Politiker                                                                    | 61    |       |
| 14. Dezember | François Péron                          | französischer Naturforscher und Zoologe                                                        | 35    |       |
| 15. Dezember | Sarah Trimmer                           | englische Autorin                                                                              | 69    |       |
| 16. Dezember | Heinrich August Riedel                  | deutscher Architekt, Maler und Geheimer Oberbaurat                                             | 62    |       |
| 17. Dezember | Detlev Carl von Einsiedel               | sächsischer Staatsmann, Unternehmensgründer                                                    | 73    |       |
| 17. Dezember | József Majláth                          | ungarischer Hofbeamter und Staatsminister                                                      |       |       |
| 18. Dezember | Johann Gabriel Arnauld de la Perière    | preußischer Generalmajor, Führer des Freiregiments Nr. 2 und Brigadier der leichten Infanterie | 79    |       |
| 18. Dezember | Carl Rudolph August von Kielmannsegge   | deutscher Minister, Kammerpräsident, Rat und Autor                                             | 79    |       |
| 19. Dezember | Roman Anton Boos                        | deutscher Bildhauer                                                                            | 77    |       |
| 20. Dezember | Maria Theresia von Ahlefeldt            | deutsche Komponistin und Pianistin                                                             | 55    |       |
| 22. Dezember | Henry W. Livingston                     | US-amerikanischer Jurist und Politiker                                                         |       |       |
| 23. Dezember | William Douglas, 4. Duke of Queensberry | schottischer Adliger                                                                           | 85    |       |
| 25. Dezember | Anton Ferdinand Titz                    | deutscher Geiger und Komponist der Klassik                                                     |       |       |
| 28. Dezember | Michael Johann von der Borch            | deutschbaltischer Schriftsteller                                                               | 57    |       |
| 29. Dezember | Georg Wilhelm Zapf                      | deutscher Bibliograf                                                                           | 63    |       |
| 30. Dezember | Andreas Christoph Niz                   | deutscher Philologe und Pädagoge                                                               | 46    |       |
| 30. Dezember | Johann Jeremias von Renouard            | preußischer Generalmajor, Chef des Infanterieregiments Nr. 3                                   | 68    |       |
| 31. Dezember | William Cunnington                      | britischer Archäologe                                                                          |       |       |
| 31. Dezember | Georg Ludwig Korfes                     | braunschweigischer Artillerieoffizier                                                          | 41    |       |
| Dezember     | Enderûnlu Fâzıl                         | osmanischer Diwan- und Masnawī-Dichter, Satiriker                                              |       |       |

## Datum unbekannt
| Tag | Name                                          | Beruf, bekannt als                                               | Alter | Beleg |
| --- | --------------------------------------------- | ---------------------------------------------------------------- | ----- | ----- |
|     | Andrianampoinimerina                          | Begründer des Königreichs Madagaskar und König der Insel         |       |       |
|     | William Bayly                                 | britischer Astronom                                              |       |       |
|     | Caroline Bertuch                              | Unternehmerin der Weimarer Klassik                               |       |       |
|     | António Botelho Homem Bernardes Pessoa        | portugiesischer Gouverneur von Portugiesisch-Timor               |       |       |
|     | Philipp Neri Chrismann                        | deutscher Ordensgeistlicher, Franziskaner, Fundamentaltheologe   |       |       |
|     | Léopold-Bastien Desormery                     | französischer Komponist und Sänger der Klassik                   |       |       |
|     | Niccolò Dôthel                                | französisch-italienischer Flötist und Komponist                  |       |       |
|     | George Drouillard                             | Jäger und Entdecker, Mitglied der Lewis-und-Clark-Expedition     |       |       |
|     | Johann Georg Fellwöck                         | deutscher Mechaniker                                             |       |       |
|     | Domenico Fischietti                           | italienischer Komponist                                          |       |       |
|     | Philipp Jakob Flathe                          | deutscher Romanist, Italianist, Grammatiker und Lexikograf       |       |       |
|     | Friedrich Emich Johann von Uexküll-Gyllenband | württembergischer Staatsminister                                 |       |       |
|     | Johann Samuel Halle                           | Historiker, Autor                                                |       |       |
|     | Johannes Kolb                                 | deutscher Unternehmer                                            |       |       |
|     | Gérard de la Barthe                           | französischer Zeichner, Radierer und Maler                       |       |       |
|     | Levi Jizchak von Berditschew                  | chassidischer Rabbiner und Zaddik                                |       |       |
|     | Johann Gottfried Lohse                        | deutscher Baumeister                                             |       |       |
|     | Johann Anton Lucius                           | deutscher Fabrikant                                              |       |       |
|     | José de Moraleda y Montero                    | spanischer Seefahrer und Kartograf                               |       |       |
|     | Antonio de Olaguer y Feliú                    | spanischer Politiker                                             |       |       |
|     | Al-Qāḍī Thanā Allāh Pānīpatī                  | indischer sunnitisch-islamischer Rechtsgelehrter und Kadi        |       |       |
|     | Johann Carl Ludwig Prillwitz                  | deutscher Schriftgießer                                          |       |       |
|     | Johann Rudolf Heinrich Richter                | deutscher Architekt und Landschaftsmaler, preußischer Baubeamter |       |       |
|     | Francisco Gil de Taboada y Lemos              | Vizekönig von Neugranada und Peru, spanischer Marineminister     |       |       |
|     | Georg Philipp Christoph Leuxner               | deutscher Professor für Kirchenrecht                             |       |       |
|     | Samuel Christoph von Tetzloff                 | Regierungsrat in Schwedisch-Pommern                              |       |       |
|     | Karl Friedrich von Voß                        | preußischer Generalleutnant, Chef des Jägerregiments zu Fuß      |       |       |